# ترازکیسه

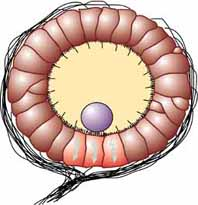
نموداری از ترازکیسه.

ترازکیسه (statocyst) یک دریافتگر حسی ترازیاب است که در بدن برخی بی‌مهرگان آبزی وجود دارد.
بی‌مهرگان دارای ترازکیسه عبارتند از دوکفه‌ای‌ها، مرجانیان، خارپوستان، سرپایان و سخت‌پوستان. ساختار مشابهی نیز در کرم‌های عجایب Xenoturbella دیده شده است.
ترازکیسه ساختاری کیسه‌مانند دارد که در آن توده‌هایی سنگی به نام ترازسنگ statolith و شمار بسیار زیادی کُرک‌های عصب‌دار حسگر به نام زبرمو setae قرار دارند. لَختی ترازکیسه باعث می‌شود که هنگامی که جاندار در حرکت خود شتاب می‌گیرد ترازسنگ‌ها به زبرموها فشرده شوند. میزان انحرافی که زبرموها از این فشار حس می‌کنند از طریق یاخته‌های عصبی به مغز جانور رسیده و او با استفاده از این داده‌ها جهت شنای خود را برای حفظ تعادل اصلاح می‌کند.